# Nomarchía Athínas
Nomarchía Athínas, eller Atenprefekturen, var fram till årsskiftet 2010/2011 en grekisk prefektur, eller prefekturområde, inom regionen Attika, med Aten som huvudstad.
Perfekturen delades i regiondelarna Norra Aten, Västra Aten, Centrala Aten och Södra Aten.

## Kommuner i Norra Aten
Norra Aten är indelat i 12 kommuner.
- Dimos Agia Paraskevi
- Dimos Chalandri
- Dimos Filothei-Psychiko
- Dimos Irakleio
- Dimos Kifisia
- Dimos Lykovrysi-Pefki
- Dimos Marousi
- Dimos Metamorfosi
- Dimos Nea Ionia
- Dimos Papagou-Cholargos
- Dimos Penteli
- Dimos Vrilissia

## Kommuner i Västra Aten
Norra Aten är indelat i sju kommuner.
- Dimos Agia Varvara
- Dimos Agioi Anargyroi-Kamatero
- Dimos Aigaleo
- Dimos Chaidari
- Dimos Ilio
- Dimos Peristeri
- Dimos Petroupoli

## Kommuner i Centrala Aten
Centrala Aten är indelat i åtta kommuner.
- Dimos Athens
- Dimos Dafni-Ymittos
- Dimos Filadelfeia-Chalkidona
- Dimos Galatsi
- Dimos Ilioupoli
- Dimos Kaisariani
- Dimos Vyronas
- Dimos Zografos

## Kommuner i Södra Aten
Södra Aten är indelat i åtta kommuner.
- Dimos Agios Dimitrios
- Dimos Alimos
- Dimos Elliniko-Argyroupoli
- Dimos Glyfada
- Dimos Kallithea
- Dimos Moschato-Tavros
- Dimos Nea Smyrni
- Dimos Palaio Faliro